# 襞襟

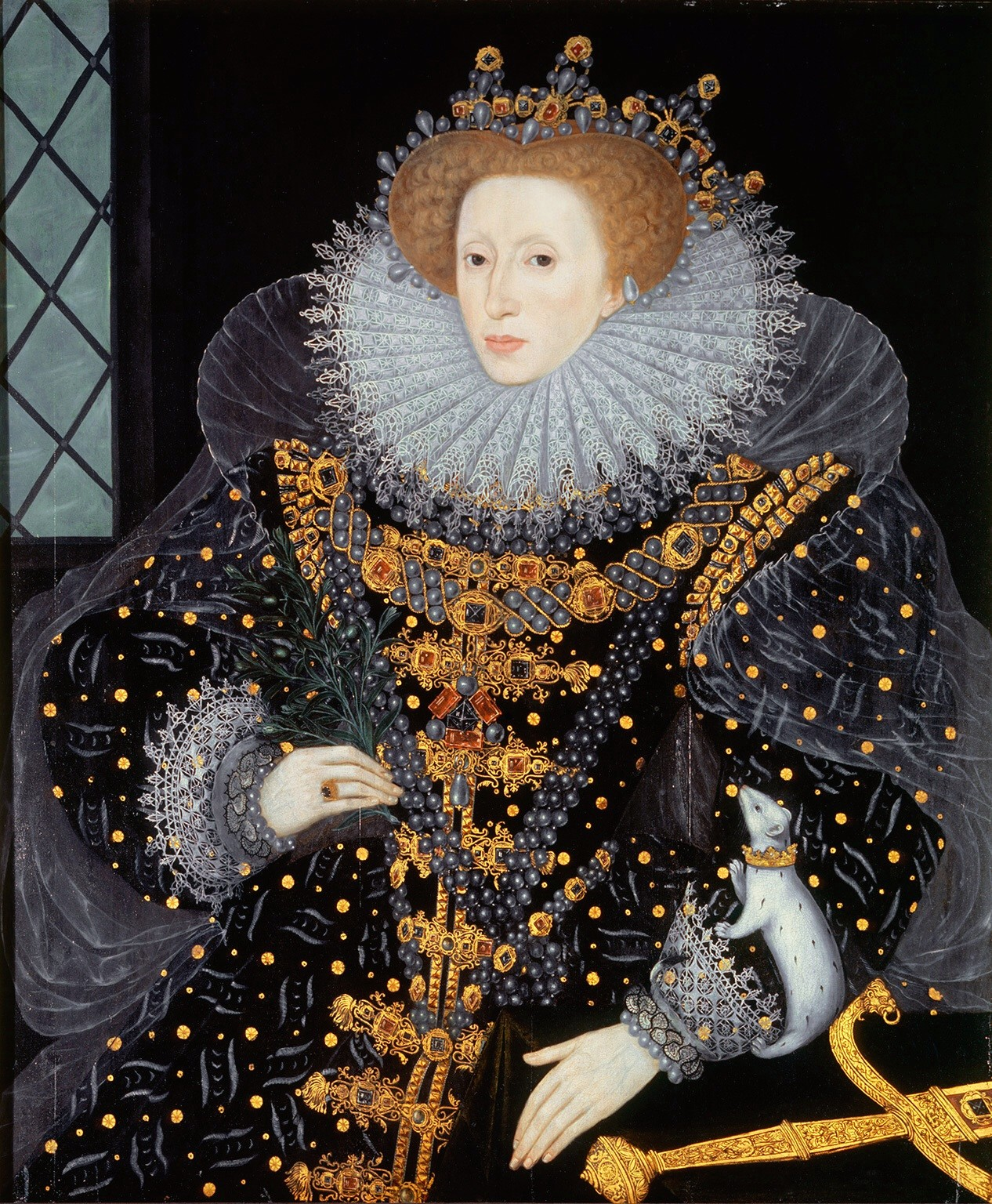
伊莉莎白一世的畫像

襞襟，或音譯作拉夫領，是一種用於裝飾衣領的絲織品，於16世紀中期至17世紀中期流行於西歐地區的上流社會之間。
早期的襞襟是襯衫上可拆卸的配件，便於替換洗濯以保持領口的整潔。16世紀時發明了以澱粉漿衣的技術，使襞襟可以加大尺寸而仍保持其形狀固定，其最大半徑可達三十公分，像個圓盤般將頭頸部圍在中間。